# Trent Lott
Chester Trent Lott, Sr. (Grenada, Misisipi, 9 de octubre de 1941), es un político estadounidense.
Fue diputado y senador por el estado de Misisipi, en ambas cámaras ocupó diversos cargos como líder de bancada. 